# Marième Boye
Marième Boye (sinh ngày 7 tháng 10 năm 1956) là một vận động viên chạy nước rút người Sénégal. Bà đã thi đấu ở nội dung 100 mét nữ tại Thế vận hội Mùa hè 1980.